# Marianne Kaufmann-Abderhalden
Marianne Kaufmann-Abderhalden, švicarska alpska smučarka, * 1. april 1986, Grabs.
Nastopila je na Olimpijskih igrah 2014, kjer je odstopila v smuku in kombinaciji. V dveh nastopih na svetovnih prvenstvih je najboljšo uvrstitev dosegla leta 2013 s štirinajstem mestom v kombinaciji. V svetovnem pokalu je tekmovala deset sezon med letoma 2006 in 2015 ter dosegla eno zmago in še štiri uvrstitve na stopničke, vse v smuku. V skupnem seštevku svetovnega pokala je bila najvišje na šestnajstem mestu leta 2014, ko je bila tudi peta v smukaškem seštevku.